# Natan (profet)

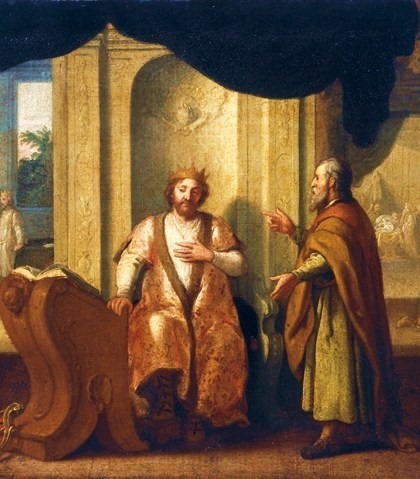

Natan Profetul sau Nathan (ebraică: נתן הנביא‎; siriacă: ܢܬܢ ; a trăit în cca. 1000 î.Hr.) este un personaj din Biblia ebraică.
Acțiunile sale sunt descrise în cărțile lui Samuel, Regi și Cronici (mai ales în 2 Samuel 7:2-17, 12:1-25).
Conform Cărții a doua a lui Samuel, el a fost un profet la curtea regelui David. El a anunțat lui David legământul lui Dumnezeu făcut cu el (2 Samuel 7) și a venit la David ca să-l mustre pentru că a comis adulter cu Batșeba în timp ce ea era soția lui Urie Hititul a cărui moarte regele a aranjat-o pentru a-și ascunde faptele anterioare (2 Samuel 11-12).
Nathan a scris istorii ale domniilor lui David și Solomon (vezi 1 Cronici 29:29 și 2 Cronici 9:29) și a fost implicat în muzica de templu (vezi 2 Cronici 29:25).
În 1 Regi 1:8-45 Natan este cel care îi spune regelui David aflat pe moarte despre complotul lui Adonia de a deveni rege, ceea ce a dus la proclamarea lui  Solomon în locul acestuia.
Regele David l-a numit pe unul dintre fiii săi Natan, probabil după numele profetului. Acesta a fost unul dintre cei patru fii născuți lui David de către Batșeba.
Sărbătoarea proorocului Natan este la 24 octombrie. Biserica Ortodoxă și bisericile orientale catolice de rit bizantin  îl pomenesc ca sfânt în Duminica Sfinților Părinți (de exemplu duminica înainte de Marea Praznic al Nașterii Domnului).
Natan a fost interpretat de Clive Wood în miniserialul TV din 2013 Biblia.